# Budynek Teatru Lalek we Wrocławiu
Budynek Teatru Lalek (dawna resursa Stowarzyszenia Kupców Chrześcijańskich) – budynek teatru przy pl. Teatralnym 4 we Wrocławiu.

## Historia

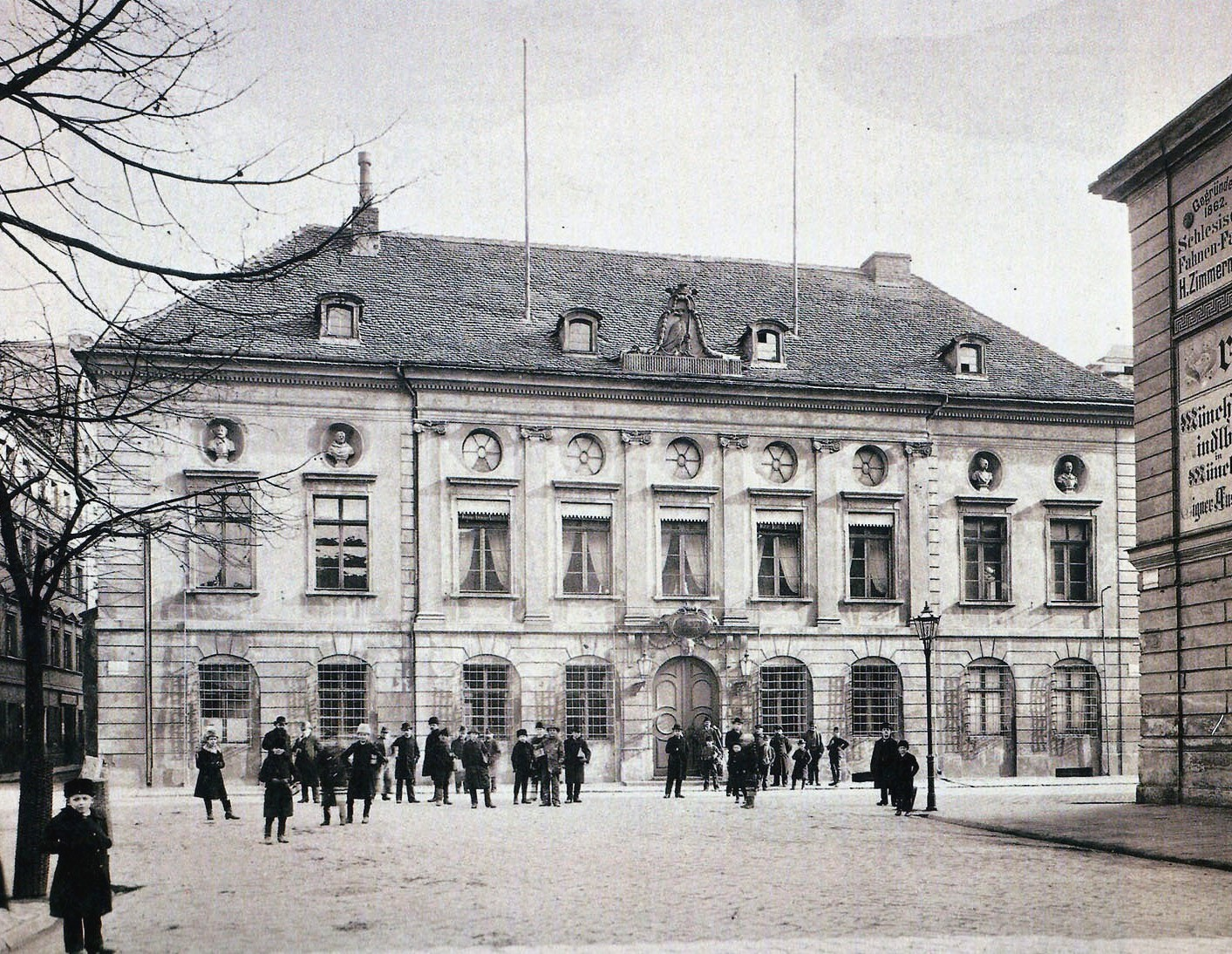
Budynek siedziby Towarzystwa Kupców Chrześcijańskich w 1880 roku

Obecny budynek, w którym mieści się Teatr Lalek, został wzniesiony na dawnych terenach międzymurza, które uformowało się po wcieleniu w obręb fortyfikacji miejskich kościoła Bożego Ciała i komandorii Joanitów. Teren ten był własnością kupieckiego bractwa strzeleckiego zrzeszonego w cechu. W drugiej połowie XV wieku w tym miejscu utworzono plac ćwiczeń. W 1644 roku na terenie strzelnicy wzniesiono pawilon strzelniczy wyposażony w drewniane galerie i belwedery oraz wybudowano różne budowle parkowe, tj. altany i kolumnady służące dla spacerowiczów. W 1757 roku rozebrano pawilon strzelniczy. W latach 1767–1770 lub w 1768-1770 w jego miejsce został wzniesiony reprezentacyjny klasycystyczny, dwukondygnacyjny pałac pełniący funkcję siedziby bractwa strzeleckiego – resursy kupieckiej. Autorem projektu budynku był Carl Gotthard Langhans. W 1820 roku budynek przeszedł pod zarząd korporacji kupieckiej, która w 1850 roku przekształciła się w Związek Kupców Chrześcijańskich (Verein christlicher Kaufeleute zu Breslau). Z powodu szybko powiększającej się liczby członków korporacji w 1864 roku wzniesiono drugi budynek według projektu Karla Cochmanna. W latach osiemdziesiątych XIX wieku wytyczony został Plac Teatralny, a budynki siedziby bractwa zostały wyburzone. Na ich miejsce miał zostać wzniesiony nowy budynek siedziby, w tym celu rozpisano konkurs, który wygrała spółka architektoniczna Paul Kieshchke & H. Bielenberg, a ich projekt został w lipcu 1888 roku zaprezentowany na łamach Deutsche Bauzeitung. Budynek wzniesiono w latach 1889–1891. W 1937 roku, na podstawie ogłoszonego projektu, dokonano przebudowy wnętrz. Jego projektantem był architekt Herbert Eras. W wyniku przebudowy usunięto neobarokowy wystój wnętrz i wprowadzono monumentalny styl III Rzeszy. 
Bryła dawnej resursy, zwarta od strony zachodniej, otwierała się loggią na położony od południa ogród (niegdyś dostępny jedynie od strony resursy kupców), który graniczył ze staromiejską promenadą (obecnie promenada wraz z ogrodem wchodzą w skład Parku Mikołaja Kopernika).

## Opis architektoniczny

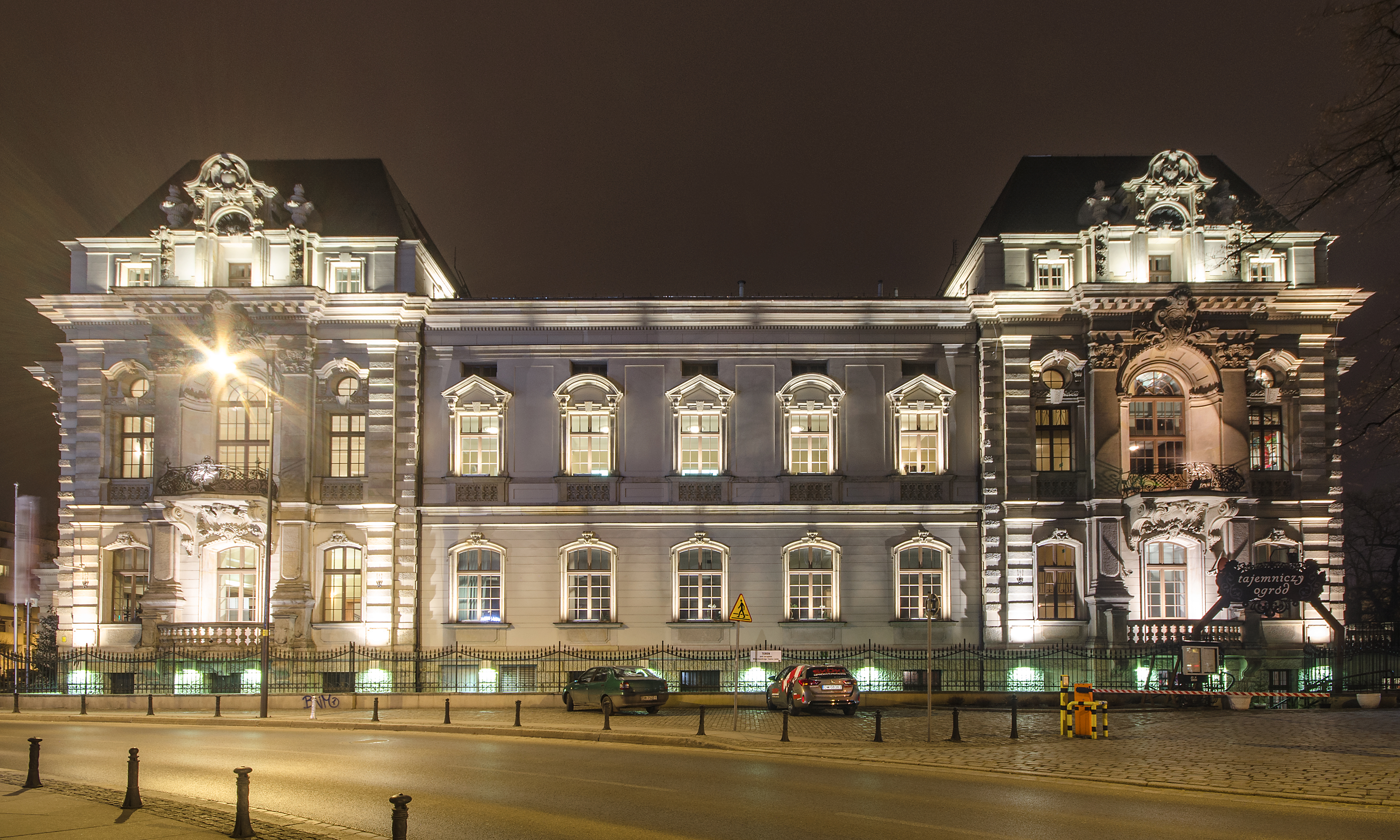
Elewacja zachodnia

Nowy budynek został wzniesiony w stylu neobarokowym, na planie prostokąta wydłużonego w osi pn-pd. Dwukondygnacyjna bryła z kondygnacją attykową była rozczłonkowana ryzalitami. Elewacja pokryta była piaskowcem oraz wykonaną z tego samego materiału bogatą dekoracją rzeźbiarską o symbolicznym znaczeniu. Elewację główną, północną zaakcentowano wysuniętym portykiem wspartym na czterech filarach o trzonach z rustykowanymi opaskami, zwieńczonym balkonem z balustradą i kartuszem ze stylizowaną maską lwiej paszczy. Dwa środkowe filary mają kształty herm kariatydy (od wschodu) i atlasa (od zachodu). Portyk oflankowany jest, ustawionymi na cokołach, podwójnymi półkolumnami w wielkim porządku, wspierającymi rozbudowaną attykę. Kompozycja środkowej części drugiej kondygnacji oparta jest na motywie serliany: dwa pilastry środkowe oddzielają część środkową z dużym arkadowym oknem, od węższych części bocznych, w których mniejsze okna. Obok pilastrów znajdują się kolumny wspierające archiwoltę, w kluczu której umieszczony jest zwornik stylizowany na ludzką głowę. W przyłuczu arkad dodatkowo znajdują się postacie młodzieńczych geniuszy trzymających w dłoniach róg obfitości. W osi fasady widniał napis Verein Christicher Kaufleute, a nad nim umieszczony był kartusz z przedstawieniem orła trzymającego strzelbę i kaduceusz zwieńczony głową Merkurego.
Elewacja zachodnia od strony ulicy Bożego Ciała jest dwukondygnacyjna, jedenastoosiowa z dwoma skrajnymi pseudoryzalitami obejmującymi trzy osie. W dolnej części znajduje się przyziemie zasłonięte fosą. Ta część olicowana jest okładziną z rustykowanych płyt piaskowca i oddzielona od parteru wąskim gzymsem kordonowym. Skrajne ryzality mają taką samą formę stylizacji. Zostały podzielone na trzy części za pomocą pilastrów wielkiego porządku: na szerszą część środkową  i węższe boczne. W osi środkowej w części parterowej, znajduje się okno balkonowe z owalnym tarasem i kamienną balustradą. Prostokątne okna zamyka archiwolta, a w jej kluczu umieszczona jest postać kobiety z otaczającymi ją girlandami kwiatów. Za nią znajdują się dwie woluty podtrzymujące balkon wyższej kondygnacji o wygiętej linii, z żeliwną balustradą. Okno balkonu pierwszej kondygnacji jest umieszczone w niszy. Boczne okna parterowe zamknięte łukiem odcinkowym również posiadają opaski z piaskowca. Okna wyższej kondygnacji mają podokienniki w formie kamiennej balustrady, ujęte są pilastrami podtrzymującymi prosty odcinek gzymsu ze zwornikiem w centrum. Środkowa część elewacji, pomiędzy ryzalitami, podzielona jest rozbudowanym, profilowanym gzymsem, na którym opierają się podokienniki z płycin imitujących tralkową balustradę.
Wejście główne prowadziło do holu i na klatkę schodową. Według założeń projektowych parter miał pełnić funkcje usługowe: miały tu być biura, garderoby, restauracja oraz salon bilardowy, trzy pokoje w tym pokój do gry w szachy i pokój do gry w karty. Na piętrze umieszczono reprezentacyjne sale, w tym salę balową z emporą muzyczną do której z westybulu prowadziły monumentalne, trójbiegowe schody. Pomieszczenia piwniczne pełniły funkcje gospodarcze.

## Po 1945 roku
Od 1945 do 1992 roku budynek był zajmowany przez Towarzystwo Przyjaźni Polsko-Radzieckiej, które od 1956 roku prowadziło tu również kino „Klubowe” z salą na 280 widzów i Teatr Młodego Widza, a od 1962 roku Teatr Lalek. W latach 1992–2001 w budynku była siedziba Towarzystwa Współpracy Gospodarczej Polska – Wschód. W 2005 roku, po remoncie fasady, w kartuszu pojawił się herb Wrocławia.